# Камадева
Камадева (Камадеві або Мадана), Ка́ма (санскр. काम, «любов», «чуттєвий потяг») — бог кохання в індуїзмі, син Лакшмі і Вішну. Зображується у вигляді крилатого юнака з луком із цукрової тростини і п'ятьма стрілами з квітів. Його вахана (їздова тварина) — папуга.
Культ Ками тісно пов'язаний з культом Вішну і був поширений в індійському середньвіччі.

## Легенди

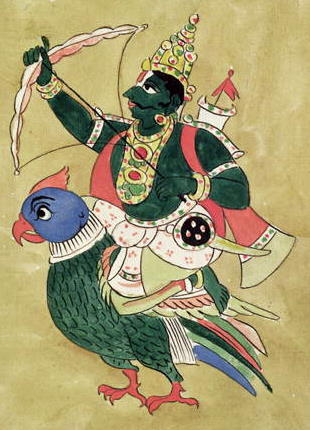
Кама на папузі

Відома легенда, про те як Шива спопелив Каму поглядом свого третього ока за те, що той наважився вистрілити в нього своєю стрілою, бажаючи викликати у Шиви любов до Парваті. Згодом Шива, поступившись вмовлянням Раті, дружині Ками, зробив так, що Кама відродився в тілі Прад'юмни, першого сина Крішни та Рукміні.